# Cronaca Svedese
La Cronaca Svedese (latino: Vetus chronicon sveciæ prosaicum; svedese: Prosaiska krönikan) è una cronaca del XV secolo su una nazione chiamata Geti (gethe), Goti (gotha), Geati (götha) e finalmente Svedesi (swenske). Come riportato nella cronaca stessa, è stata scritta utilizzando cronache precedenti come fonti.
La Cronaca Svedese include una discendenza di re del Casato degli Ynglingar che sembra basata sull'Historia Norvegiæ norvegese e sul Chronicon Lethrense danese, ma colui che la compilò sembra che abbia addirittura corretto le informazioni delle sue fonti.
Ecco la prima parte della sua discendenza di re svedesi:
- Inge (qui figlio di Filimer)
- Neorch e Froe
- Urbar (che nominò suo figlio Dan re di Danimarca e suo figlio Nore re di Norvegia)
- Östen
- Solen (che annegò in una vasca di idromele come Fjölnir)
- Swerker
- Valand
- Wisbur
- Domalde (sacrificato ad un troll chiamato Ceres)
- Domar
- Attila (che costrinse i Danesi ad avere un cane come re)
- Dyguer
- Dager
- Alrik (ucciso da suo fratello Erik con una briglia)
- Ingemar (impiccato da sua moglie ad Agnafit)
- Ingeller (ucciso da suo fratello)
- Järunder
- Hakon (che uccise Harald Hildetand nella Battaglia del Brávellir e divenne così vecchio da dover essere nutrito succhiando latte da un corno)
- Eghil
- Oktar (ucciso da suo fratello Faste)
- Adhel (morto cadendo da cavallo durante un sacrificio)
- Östen (arso vivo)
- Ingemar
- Bräntemundher (ucciso da suo fratello Sigurd a Närke)
- Ingeller (che pur di non essere sconfitto da Ivar Gran-Viaggiatore si suicidò dandosi fuoco)
- Olaffver trätelge
- Inge (morto in battaglia)
- Erik Cappello-di-Vento
- Erik il Vittorioso
- Stenkil Buon-Raccolto (il primo re cristiano)
- Olof Skötkonung